# Doksy (nádraží)
Doksy jsou železniční stanice ležící na severu města Doksy poblíž Máchova jezera. Nachází se na jednokolejné železniční trati Bakov nad Jizerou – Jedlová. Stanice je umístěna v zóně 2201 integrovaného dopravního systému IDOL, její nadmořská výška je 270 m n. m.

## Historie
Provoz na železniční trati z Bakova nad Jizerou do České Lípy a tedy i na dokském nádraží byl zahájen 14. listopadu 1867, dopravu zde zajišťovala společnost Česká severní dráha (BNB). V roce 1908 došlo k zestátnění trati, po válce trať i s nádražím připadla Československým státním drahám.
Dnes nádražní budova patří státu. V roce 2006 prošla spolu s celou tratí rekonstrukcí, byla zateplena, získala novou fasádu, okna či střechu. Ve stanici již neslouží výpravčí a signalisté, trať je řízena dálkově z České Lípy.

## Popis stanice

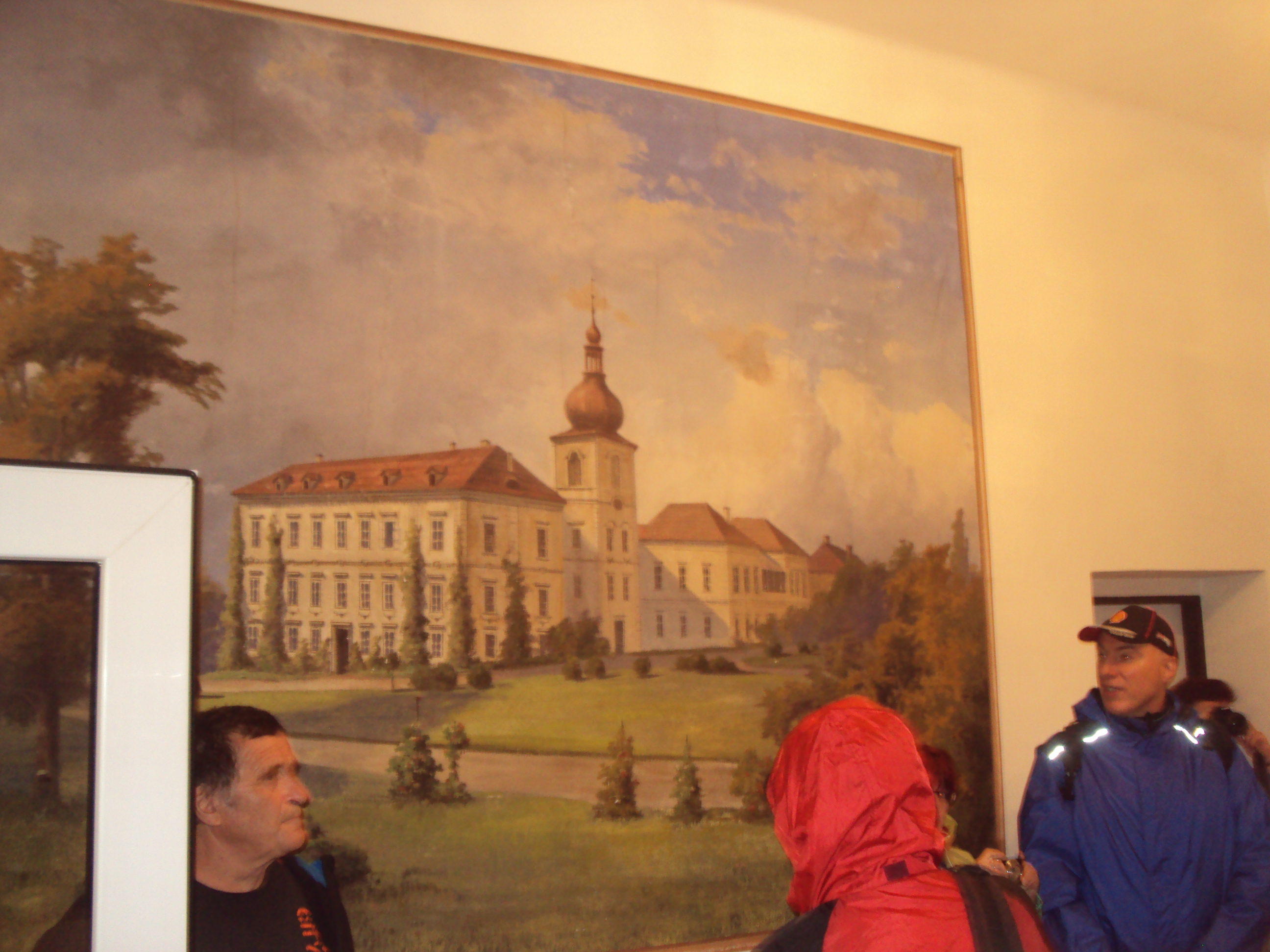
Turisté v maličké Hraběcí čekárně

Nádraží je vybaveno audiovizuálním informačním systémem, informujícím cestující o aktuální poloze vlaku. Ve stanici se nachází čekárna, osobní pokladna i úschovna zavazadel. Stanice má výpravní oprávnění ČD Cargo pro vozové zásilky nákladní přepravy.
Na nástupišti je cestujícím k dispozici kiosek s občerstvením, otevřený v létě, a také celoročně otevřená nádražní restaurace U Cibichova loku.

### Výpravní budova
Železniční společnost Česká severní dráha v roce 1867 nechala postavit typizovanou dvoupodlažní výpravní budovu s prvky romantické architektury podle plánu inženýra Josefa Pavlovského. Jednalo se o dvoupodlažní budovu se dvěma krajními rizality se sedlovou střechou. V jednom krajním rizalitu bylo umístěno vodárenské zařízení a železná vodní nádrž. Čerpadlo bylo ruční nebo parní, voda byla určena pro napájení parních lokomotiv. V roce1930 byla výpravní budova zvětšena o dvoupodlažní přístavbu (restaurace) s mansardovou střechou. V letech 2005–2006 byly budovy rekonstruovány firmou Chládek a Tintěra Pardubice.

## Hraběcí čekárna
V nádražní budově se nachází tzv. hraběcí čekárna, dříve sloužící rodině Valdštejnů, která se o zavedení železniční dopravy do Doks výrazně zasloužila. V čekárně jsou na stěnách obrazy Velkého rybníka (Máchova jezera) a zámku, které namaloval malíř Hugo Ullik v roce 1869.
Čekárna je veřejnosti přístupná i dnes, za doprovodu zaměstnance stanice v době, kdy je otevřena pokladna.[zdroj?]

## Provoz
V roce 2012 vyjížděly ze stanice osobní vlaky Doksy – Česká Lípa – Jedlová, zastavovaly zde osobní vlaky Česká Lípa – Doksy – Bakov nad Jizerou i rychlíky linky R22 Kolín – Mladá Boleslav – Doksy – Česká Lípa – Rumburk (– Šluknov). Všechny vlaky byly provozovány ve dvouhodinových intervalech.
Nádraží je nejvíce využíváno v letní sezoně, zejména díky turistickému charakteru obce a blízkosti Máchova jezera. Během sezony jsou vybrané vlaky jedoucí přes Doksy posíleny, zavedeny jsou i zvláštní spoje např. do Liberce či Prahy.

## Galerie

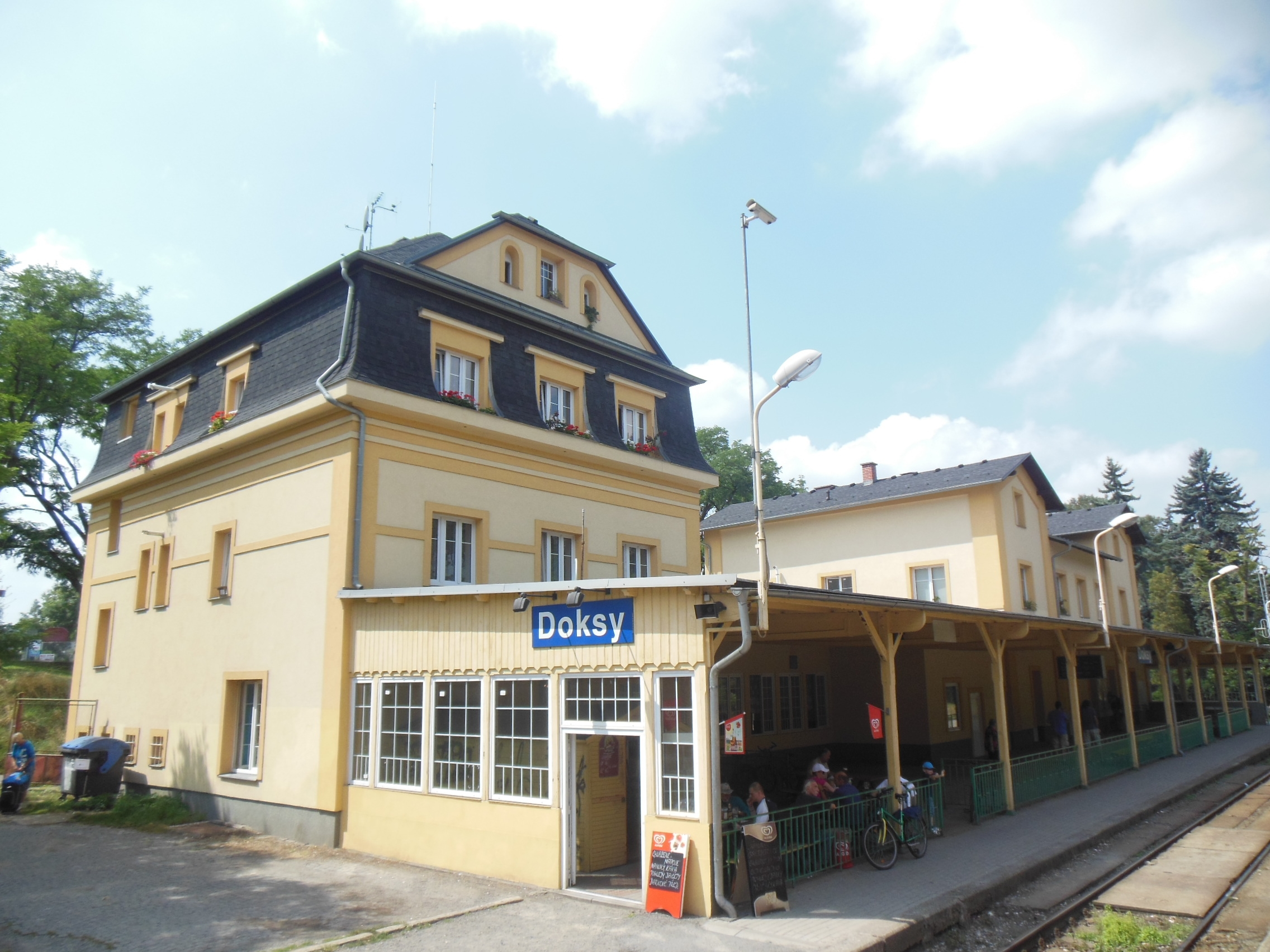
Doksy nádraží pohled od nástupiště
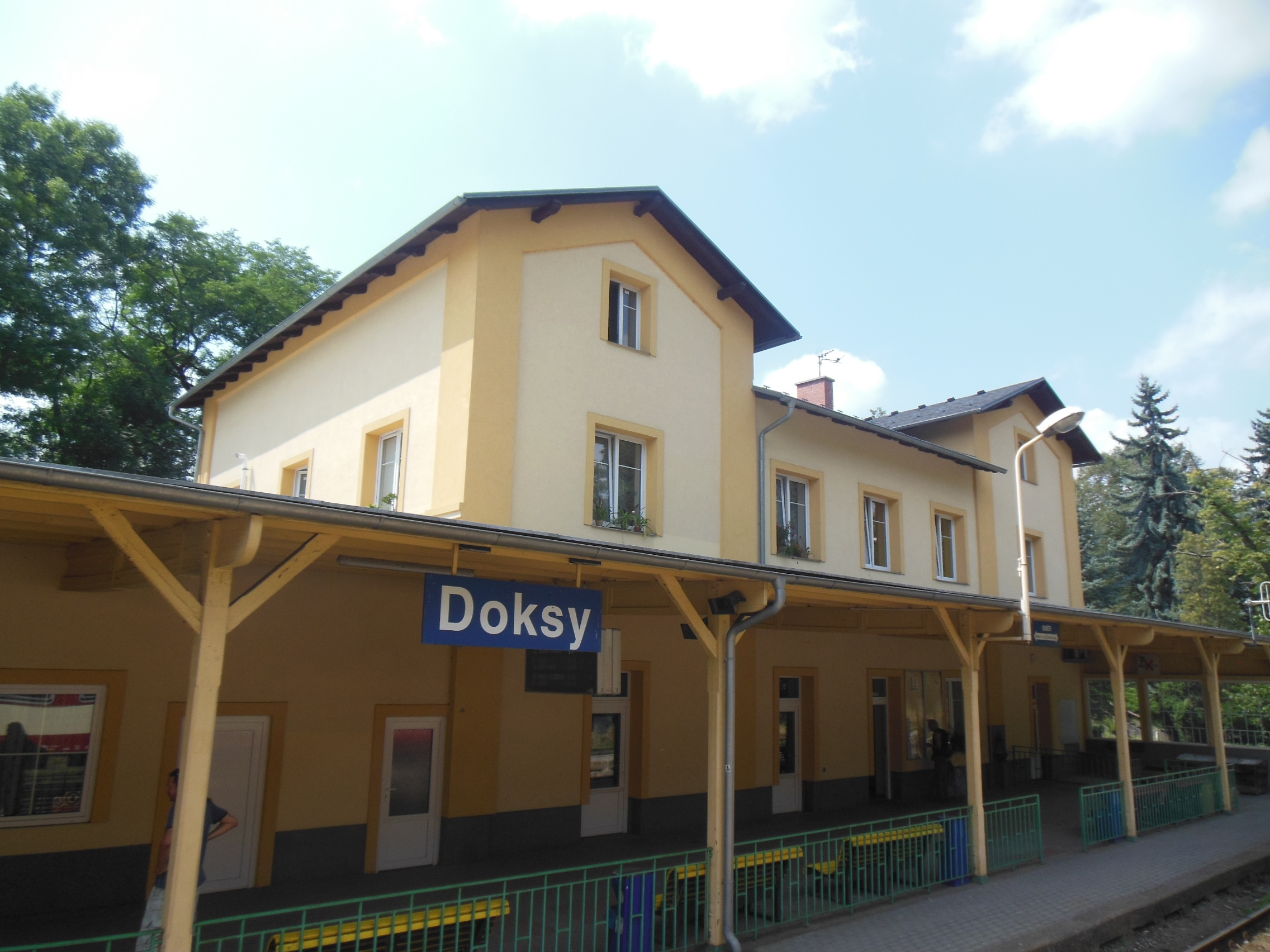
Doksy nádraží
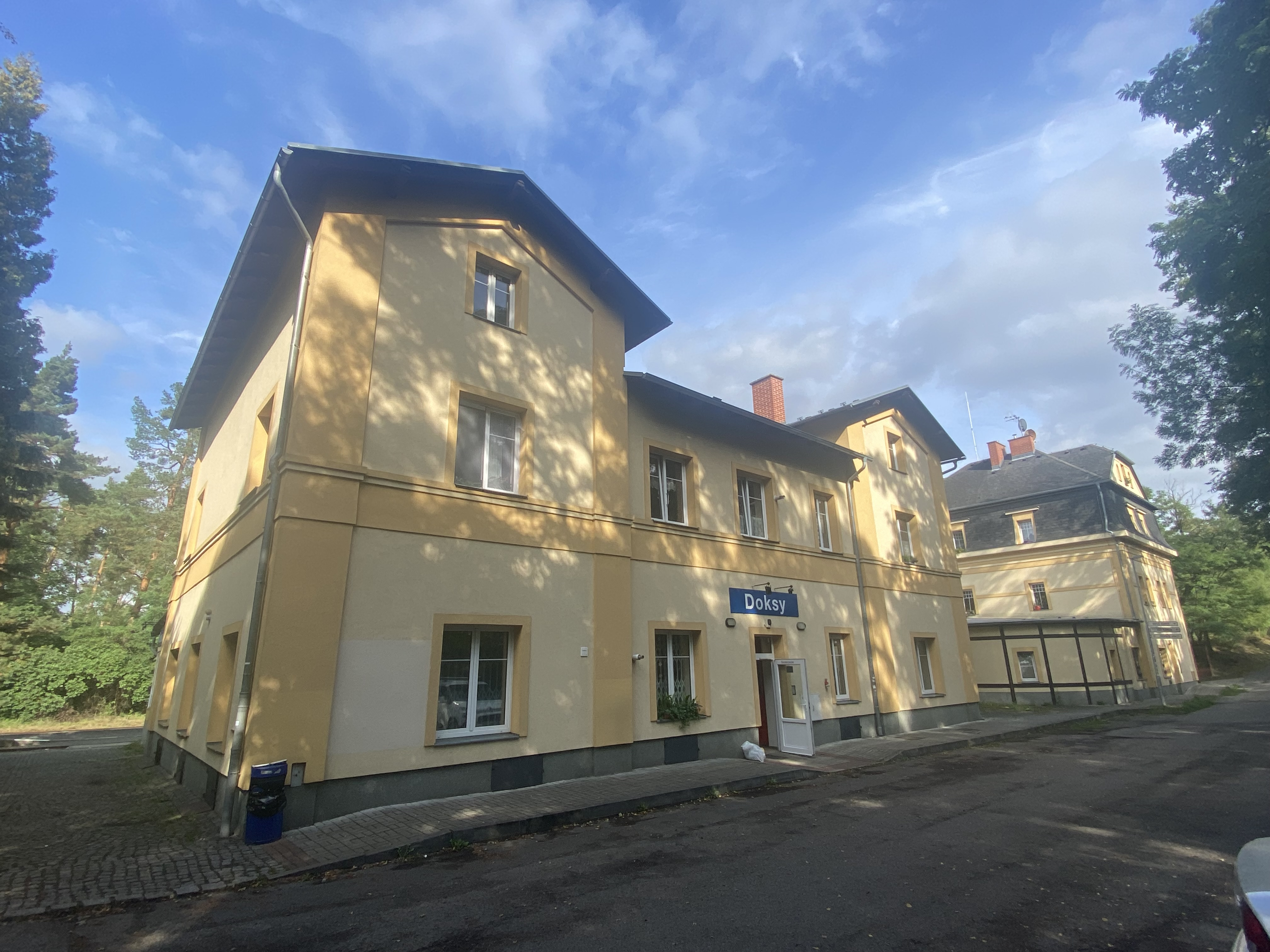
Doksy nádraží pohled od silnice